# Осборния
Осборния (лат. Osbornia) — монотипный род цветковых растений семейства Миртовые (Myrtaceae). Единственный вид — Osbornia octodonta; распространённый на Филиппинах и в северной Австралии.

## Название
Род был описан в 1862 году Фердинандом Мюллером и назван в честь химика Джона Осборна (John W. Osborne), который по просьбе Мюллера исследовал масла, выделенные из растений семейства Миртовые. Видовой эпитет octodonta означает «восьмизубый» и объясняется тем, что цветки Osbornia octodonta имеют восьмилопастные чашечки.

## Описание
Деревья или кустарники с пневматофорами, 2—5 м высотой, иногда достигают 9 м, произрастающие в мангровых лесах. Листья небольшого или среднего размера, расположены крестообразно. Цветки белые, время цветения — с декабря по апрель. Плоды сухие.